# Barleycup
Barleycup è una bevanda ai cereali solubile, reperibile nel Regno Unito.
Assimilabile ai soft drink, era fabbricata dalla società britannica Ridpath Pek fino a quando essa fu acquistata nel 2004 dalla azienda statunitense Smithfield Foods Inc. che si fuse con la Norwhic Food Ltd. per formare la Smithfield Foods Ltd. UK.

## Ingredienti
Barleycup esiste nella forma in polvere e in granuli, ed è composta da orzo tostato, segale e cicoria. Si trova in genere nei negozi di alimenti speciali, dato che essa è senza caffeina e senza glutine.

## Valori Nutrizionali
| Informazioni nutrizionali per 100 g, Barleycup in polvere | Informazioni nutrizionali per 100 g, Barleycup in polvere |
| --------------------------------------------------------- | --------------------------------------------------------- |
| Energia                                                   | 1430 kJ / 339kcal                                         |
| Proteine                                                  | 3.9 g                                                     |
| Carboidrati                                               | 72 g                                                      |
| di cui zuccheri                                           | 15 g                                                      |
| Grassi                                                    | 0.1 g                                                     |
| di cui saturi                                             | 0.1 g                                                     |

## Utilizzo
Versare un cucchiaino di Barleycup in una tazza e aggiungere acqua bollente; latte, zucchero o miele possono esser aggiunti a piacere. La bevanda può essere servita anche fredda.